# Учебник
Уче́бник — книга, содержащая систематическое изложение знаний в определённой области и используемая как в системе образования, на различных её уровнях, так и для самостоятельного обучения; вид учебной литературы.

## Определение
Согласно БСЭ учебник — это книга, в которой систематически излагаются основы знаний в определенной области на современном уровне достижений науки и культуры; основной и ведущий вид учебной литературы; создаются для каждой ступени образования и вида учебных заведений, а также для самообразования, отвечающие целям и задачам обучения и воспитания определенных возрастных и социальных групп. Учебник является составной частью учебного комплекса (учебник, сборник задач и упражнений, хрестоматии, справочники и словари, материалы для самостоятельной работы учащихся).
В БРЭ учебник — это книга с систематическим изложением основ знаний в определённой области, вид учебной литературы.

## История учебника
Учебники, то есть учебные тексты, используемые для целенаправленного обучения, существуют с незапамятных времён; их история насчитывает несколько тысячелетий. Например, в древнешумерской цивилизации роль учебников выполняли глиняные таблички. В настоящее время считается, что первым письменным учебником в истории была древнеегипетская книга Кемит. В античном мире было создано большое количество учебников, традиция их написания сохранилась в средневековой Европе. Например, «Commentarium grammaticorum libri XVII» Присциана (V век) находил применение в XII—XIII веках, а учебник грамматики Доната (VI век) во Франции и Германии учили наизусть ещё десять столетий спустя. В Средние века в качестве учебников зачастую использовались тексты Священного Писания, в том числе Псалтырь и Часослов. Одним из первых учебников, приближенных к современному образцу, был изданный в 1658 году «Мир чувственных вещей в картинках» Яна Коменского, который предложил рассматривать учебник в качестве инструмента массового образования.

## Учебники в России
В России первый учебник (азбука) был напечатан Иваном Фёдоровым в 1574 году.
Во второй половине XVII века один только Печатный двор выпустил более 300 тысяч букварей и около 150 тысяч церковных учебных книг, что для того времени было огромным количеством. Большинство этих книг были доступны для разных слоёв населения (буквари стоили, например, одну копейку).
«Родное слово» К. Д. Ушинского, впервые вышедшее в свет в 1864 году, выдержало 146 изданий.
В СССР содержанию образования, а, следовательно, и содержанию учебников, придавалось очень высокое значение. Период с 1917 по 1933 год можно назвать временем педагогических экспериментов. В эти годы в стране издавалось множество учебников с различными методическими и содержательными уклонами. Однако в 1934 году ВКП(б) и Совет Народных Комиссаров СССР приняли постановление об унификации учебной литературы, и всё многообразие учебников было сведено к единственному варианту по каждой учебной дисциплине. Процессом создания новых учебников занимались Министерство просвещения и Академия педагогических наук. Единственным издательством, имевшим право выпускать учебную литературу в РСФСР, был «Учпедгиз», впоследствии переименованный в «Просвещение». Каждый школьный учебник был рассчитан на эксплуатацию в течение 4—5 лет; учебники для вузов, вероятно, служили ещё дольше. Единая система учебников действовала на всём пространстве Советского Союза; впрочем, для школ с неродным русским языком разрабатывались специальные учебники. Адаптированная литература выпускалась и для лиц с нарушениями здоровья.
С распадом СССР в начале 1990-х годов в системе образования произошли существенные изменения. По каждому предмету для каждого уровня образования могло быть выпущено несколько версий. Демонополизация рынка учебного книгоиздания привела к появлению множества издательских домов, специализирующихся на образовательной литературе. Государство осуществляет контроль качества учебников. На основе экспертизы учебнику присваивается гриф «Рекомендовано» или «Допущено», и только в этом случае он может использоваться в школе или высшем учебном заведении. Учебники, имеющие гриф, составляют Федеральный перечень, который обновляется каждый год. До недавнего времени оценкой учебников занимался Федеральный экспертный совет (ФЭС); теперь эта функция частично передана Российской Академии Наук. Контролем качества учебников занимается также Департамент государственной политики в сфере образования.
Развитие современных технологий постепенно меняет форму и методы преподавания в России и мире. Так, согласно закону об образовании, с 1 января 2015 года российские школы должны преподавать только по учебникам, для которых выпускается электронная версия. Содержание учебника в электронной форме должно соответствовать печатной версии и дополнять её мультимедийными и интерактивными элементами. Только отвечающие этим требованиям издания будут внесены в федеральный перечень учебников.
Пока что предполагается, что электронные учебники не полностью вытеснят, а дополнят бумажные и заменят их в некоторых случаях, открывая дополнительные возможности для образовательного процесса.